# Deutscher Fernsehfunk
Deutscher Fernsehfunk (en español, «Televisión alemana»), abreviado en alemán como DFF, fue la empresa pública de televisión en la República Democrática Alemana. Junto con la radio Rundfunk der DDR, formó parte del sistema estatal de medios de comunicación en Alemania Oriental desde 1952 hasta su cierre en 1991.
Con sede en Adlershof (Berlín Este), el primer canal comenzó sus emisiones en pruebas el 21 de diciembre de 1952, y a nivel regular el 3 de enero de 1956. En sus primeros años aspiraba a convertirse en un servicio influyente en Alemania, por aquel entonces dividida en dos estados. Sin embargo, en 1972 pasó a llamarse Fernsehen der DDR (en español, «Televisión de la RDA») y limitó su actividad al país.
En tiempos del estado socialista, la empresa pública estuvo controlada directamente por el gobierno de la RDA y por el Comité Central del Partido Socialista Unificado de Alemania (SED). La caída del Muro de Berlín y la posterior reunificación alemana motivaron la desaparición de DFF el 31 de diciembre de 1991. El servicio ha sido reemplazado por varios radiodifusores regionales integrados en la ARD.
DFF fue miembro de la Organización Internacional de Radio y Televisión.

## Antecedentes
Al término de la Segunda Guerra Mundial, Alemania estuvo ocupada por las fuerzas aliadas y a partir de 1949 quedó dividida en dos estados: la República Democrática Alemana —auspiciada por los estados socialistas— y la República Federal Alemana —apoyada por las fuerzas estadounidenses, británicas y francesas—. El medio de comunicación predominante en el bloque del Este era la radio, sin que la televisión se viese como algo prioritario. Sin embargo, la situación cambió cuando las radiodifusoras de Alemania Federal, como la Nordwestdeutscher Rundfunk de Hamburgo, iniciaron emisiones en pruebas de televisión en sus respectivos territorios, incluyendo a Berlín Oeste. Todo ello hizo que el gobierno de Walter Ulbricht planificara su propio canal de televisión nacional dirigido al conjunto de Alemania.
Las autoridades de Alemania Oriental inauguraron el 11 de junio de 1950 un estudio de televisión en Adlershof, a las afueras de Berlín Este, con el objetivo de iniciar el servicio regular antes que Alemania Federal. El 25 de noviembre de 1950 comenzaron las emisiones experimentales del «centro de televisión de Berlín», limitadas a la capital, y se trabajó en la instalación de transmisores en todo el territorio nacional.

## Historia

### Emisión en pruebas

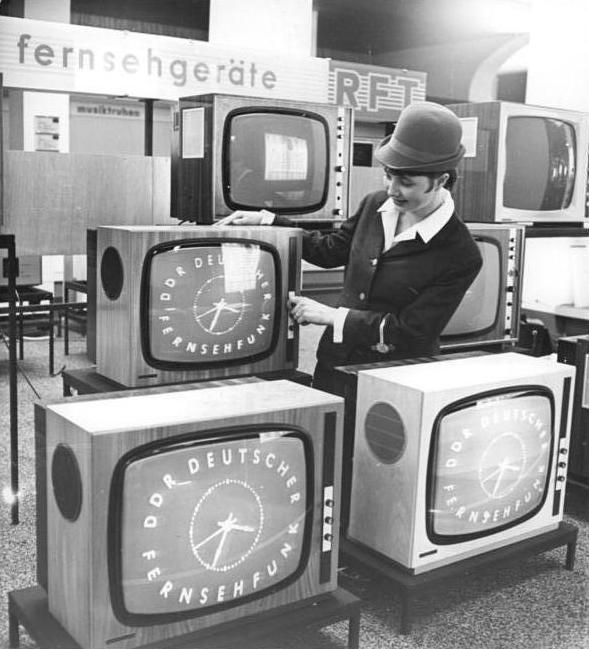
Exposición de televisores en Leipzig.

La televisión de la RDA se puso en marcha a las 20:00 horas del 21 de diciembre de 1952, en periodo de pruebas, cuatro días antes de que la República Federal lanzara su primer canal nacional. La efeméride coincidía con el nacimiento de Iósif Stalin. Por aquel entonces la señal estaba restringida a dos horas de reportajes y el informativo Aktuelle Kamera, que solo podían sintonizarse en Berlín Este.
Durante su primer año de vida, las autoridades socialistas ejercieron un mayor control informativo sobre la radio pública (Rundfunk der DDR) porque la televisión aún no era un medio masivo, en parte debido al elevado precio de los televisores (3500 marcos) respecto al salario medio de la época (300 marcos). La situación cambió radicalmente después de la sublevación de 1953: al año siguiente el gobierno nombró como nuevo director a Heinz Adameck, un funcionario de alto rango del Partido Socialista Unificado de Alemania (SED), que se mantuvo en el cargo durante los siguientes 35 años.

### Deutscher Fernsehfunk(1956-1972)
Tras ampliar la cobertura de televisión al resto de la RDA, la televisión pública comenzó sus emisiones oficiales el 3 de enero de 1956, bajo el nombre de Deutscher Fernsehfunk (DFF, «Televisión alemana»). Con ese apelativo se pretendía diseñar un canal dirigido a toda Alemania, algo que también hizo Alemania Federal con la primera cadena de la ARD; los transmisores de Berlín Oeste y la frontera emitían con tal potencia que la televisión federal era sintonizable en casi toda Alemania Oriental, salvo en dos regiones llamadas popularmente «valle de los desorientados».
El nuevo medio se popularizó gracias a una rebaja en el precio de los televisores, hasta alcanzar el millón de unidades vendidas. En 1957 se estableció la primera conexión en directo con el extranjero —un desfile militar en Praga—, y un año después la programación fue ampliada al horario matutino y los fines de semana.
DFF era popular entre la población por sus programas de entretenimiento, entre ellos la serie infantil Sandmännchen, el drama policial Polizeiruf 110, y la serie Der Staatsanwalt hat das Wort. Sin embargo, los servicios informativos estaban controlados por las autoridades socialistas y no tuvieron la misma aceptación, pues muchos ciudadanos preferían seguir los boletines de ARD y ZDF. De hecho, la televisión oriental tuvo que cambiar el horario del Aktuelle Kamera a las 19:30 para no coincidir con el Tagesschau de la ARD a las 20:00. Otro espacio similar fue Der schwarze Kanal, en el que se criticaban las noticias publicadas en los medios del bloque occidental.
Después de la construcción del Muro de Berlín en agosto de 1961, la RDA puso en marcha campañas para intentar que sus ciudadanos no sintonizaran las transmisiones de Alemania Occidental. El estado socialista no podía bloquear la señal directamente, pues se arriesgaba a un conflicto diplomático con la RFA por interferir su señal en su propio país. En cambio, la Juventud Libre Alemana, la organización oficial de la juventud de la RDA, inició en 1961 la campaña Blitz contra Natosender («Ataque contra las estaciones de la OTAN») para alentar a los jóvenes a retirar o dañar las antenas que apuntaban al oeste. El término Republikflucht («salir del país sin permiso») se usaba a veces para describir la práctica generalizada de ver Westfernsehen («televisión occidental»). Aun así los ciudadanos continuaban viendo la televisión occidental, lo que llevó al desarrollo de Der schwarze Kanal.
Deutscher Fernsehfunk era miembro de la Organización Internacional de Radio y Televisión, una red destinada al intercambio de programas con otros países de órbita socialista. Gracias a la alianza, el primer canal comenzó a emitir series procedentes de Polonia, Hungría y Checoslovaquia en los años 1960. 
La televisión quedó consolidada el 3 de octubre de 1969 con la inauguración del segundo canal de televisión, DFF2, con programación vespertina y en color. Alemania Oriental adoptó el estándar SECAM, empleado en Francia y el bloque del Este, para diferenciarse de las emisiones en PAL de Alemania Occidental. Sin embargo, el servicio en blanco y negro se mantuvo hasta la reunificación porque los televisores en color eran un bien escaso. Cuatro días después, en el vigésimo aniversario de la RDA, el gobierno oriental inauguró la torre de telecomunicaciones de Berlín, el edificio más alto de Alemania.

### Fernsehen der DDR(1972-1990)

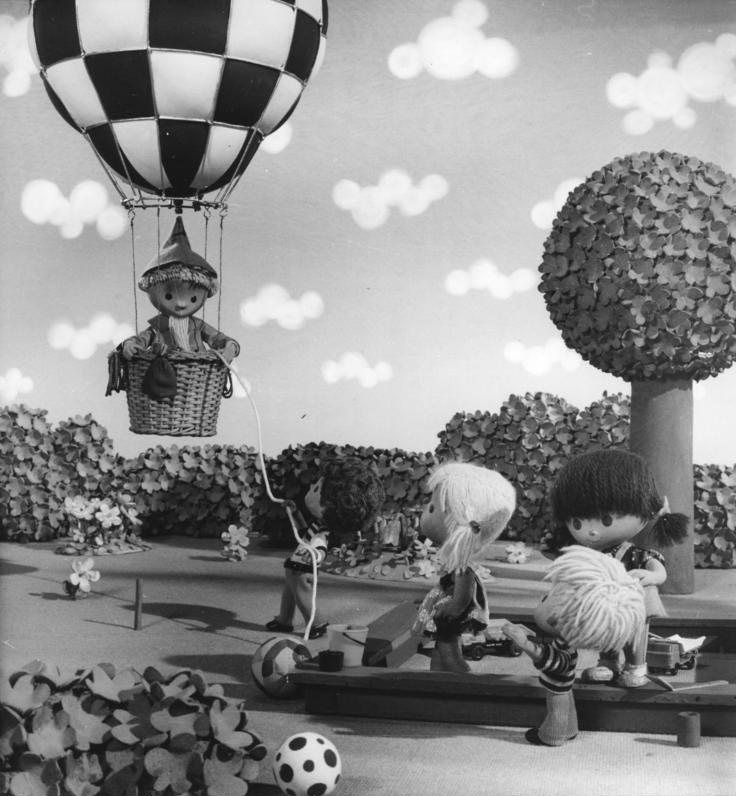
Sandmännchen fue una de las series más populares de Alemania Oriental.

A principios de la década de 1970, la línea del partido con respecto a la televisión occidental se había vuelto mucho más relajada y, en algunos casos, la gente obtuvo permisos de construcción para erigir grandes torres de antenas en áreas de recepción periférica. Las antenas sorprendentemente levantadas en los techos de los edificios siguen siendo una vista común en las antiguas ciudades de Alemania Oriental.
El nombramiento de Erich Honecker como presidente de la RDA y la estrategia del Ostpolitik tuvo su reflejo en la televisión pública. El 11 de febrero de 1972, Deutscher Fernsehfunk pasó a llamarse Fernsehen der DDR («Televisión de la RDA»), como parte del Acuerdo Básico por el que tanto la RDA como la RFA se reconocían mutuamente como estados diferentes. La señal de los dos canales de DFF estaba restringida a Alemania Oriental y Berlín, pero ARD y ZDF seguían siendo sintonizables dentro del mismo territorio.
La dirección de la DFF incrementó las inversiones en el departamento de entretenimiento. El primer canal asumió una programación generalista, mientras que el segundo se convirtió en una televisión educativa. Los servicios informativos siguieron bajo control estatal, pues solo podían usar fuentes oficiales del SED. Sin embargo, en los años 1970 hubo una tímida apertura a Europa Occidental con la emisión de las primeras series occidentales, entre ellas dos producciones de Televisión Española: Curro Jiménez y Los camioneros.
En la década de 1980 hubo un cambio de estrategia para que DFF1 y DFF2 compitiesen entre sí. El material técnico fue renovado por completo, incluyendo sistemas que permitían trabajar con SECAM y PAL. Además, en el segundo canal se creó el bloque vespertino «Elf 99». En ese momento el 93% de los alemanes orientales disponía de un televisor en su hogar.

#### Caída del Muro de Berlín
A finales de 1989 hubo numerosas manifestaciones en el bloque del Este por la democracia y la libertad de circulación, incluyendo Alemania Oriental. La televisión pública no lo reflejó hasta que el presidente Honecker fue cesado en octubre y reemplazado por Egon Krenz. Si bien el control editorial del gobierno se mantuvo, el informativo Aktuelle Kamera empezó a emitir reportajes críticos e incluso noticias sobre las opositoras «manifestaciones del lunes». En noviembre del mismo año se produjo la cancelación de espacio propagandístico Der schwarze Kanal.
La caída del Muro de Berlín el 9 de noviembre de 1989 precipitó los acontecimientos. Fernsehen der DDR ofreció ese día la rueda de prensa de Günter Schabowski que propició la desaparición de la frontera, pues muchos alemanes consideraron que las limitacines de viajes al extranjero habían sido derogadas, y los acontecimientos posteriores se retransmitieron en directo por el segundo canal. El director de la empresa pública, Heinz Adameck, fue cesado tras 35 años de servicio y reemplazado por un comité independiente. A partir de entonces se desarrollaron informativos plurales y debates, pero la plantilla extremó las precauciones porque la Stasi —el servicio de inteligencia de la RDA— mantuvo un despacho en la sede de Aldershof hasta diciembre.
En febrero de 1990, la Cámara Popular confirmó la independencia de los medios públicos de Alemania Oriental, a la espera de la reunificación. La televisión volvió a llamarse Deutscher Fernsehfunk y se unió al convenio de canales de habla germana 3sat.

### Desaparición
La reunificación alemana, confirmada el 3 de octubre de 1990, fue el principio del fin de Deutscher Fernsehfunk. En Alemania la radiodifusión es competencia de los estados federados según la Ley Fundamental, por lo que no podía haber un servicio único para la antigua Alemania Oriental. El artículo 36 del tratado de unificación establecía que la ARD absorbería la infraestructura y archivos de DFF antes del 31 de diciembre de 1991, a través de nuevas organizaciones regionales. El primer canal oriental se convertiría en Das Erste, mientras que el segundo formaría parte del servicio regional.
El 15 de diciembre de 1990, el primer canal de DFF desapareció y fue reemplazado por la señal de Das Erste. Las funciones de DFF fueron transferidas al segundo canal, renombrado DFF Länderkette, cuya programación asumía una estructura regional basada en la nueva división territorial.
Por otro lado, la ARD anunció la distribución de los radiodifusores regionales para la antigua Alemania Oriental. Se crearon dos nuevas organizaciones, Ostdeutscher Rundfunk Brandenburg (ORD: Brandeburgo) y Mitteldeutscher Rundfunk (MDR: Sajonia, Turingia y Sajonia-Anhalt); Berlín Este se integraba en el radiodifusor capitalino Sender Freies Berlin (SFB), y la región de Mecklemburgo quedaba bajo control de Norddeutscher Rundfunk. Los nuevos grupos se pusieron en marcha el 1 de enero de 1992, certificando el final del radiodifusor de la extinta RDA.

## Servicios
Deutscher Fernsehfunk tuvo dos canales de televisión:
- DFF 1 — El primer canal de DFF comenzó a emitir el 21 de diciembre de 1952. Su programación era generalista y estaba compuesta por informativos, programas de entretenimiento, documentales, espacios infantiles y acontecimientos especiales. El 15 de diciembre de 1990 fue reemplazado por Das Erste.[25]
- DFF 2 — El segundo canal se puso en marcha el 3 de octubre de 1969. Durante buena parte de su historia tuvo una programación educativa basada en cursos, espacios divulgativos y reposiciones del primer canal. A partir de los años 1980 pasó a estar orientado al público juvenil, cuyo espacio más emblemático fue Elf 99.[20] El 15 de diciembre de 1990 se convirtió en el primer canal, llamado DFF Länderkette, y en la madrugada del 31 de diciembre de 1991 fue reemplazado por los canales regionales de la ARD.[25]

Las emisiones de radio correspondían a la empresa Rundfunk der DDR, independiente de DFF.

## Financiación

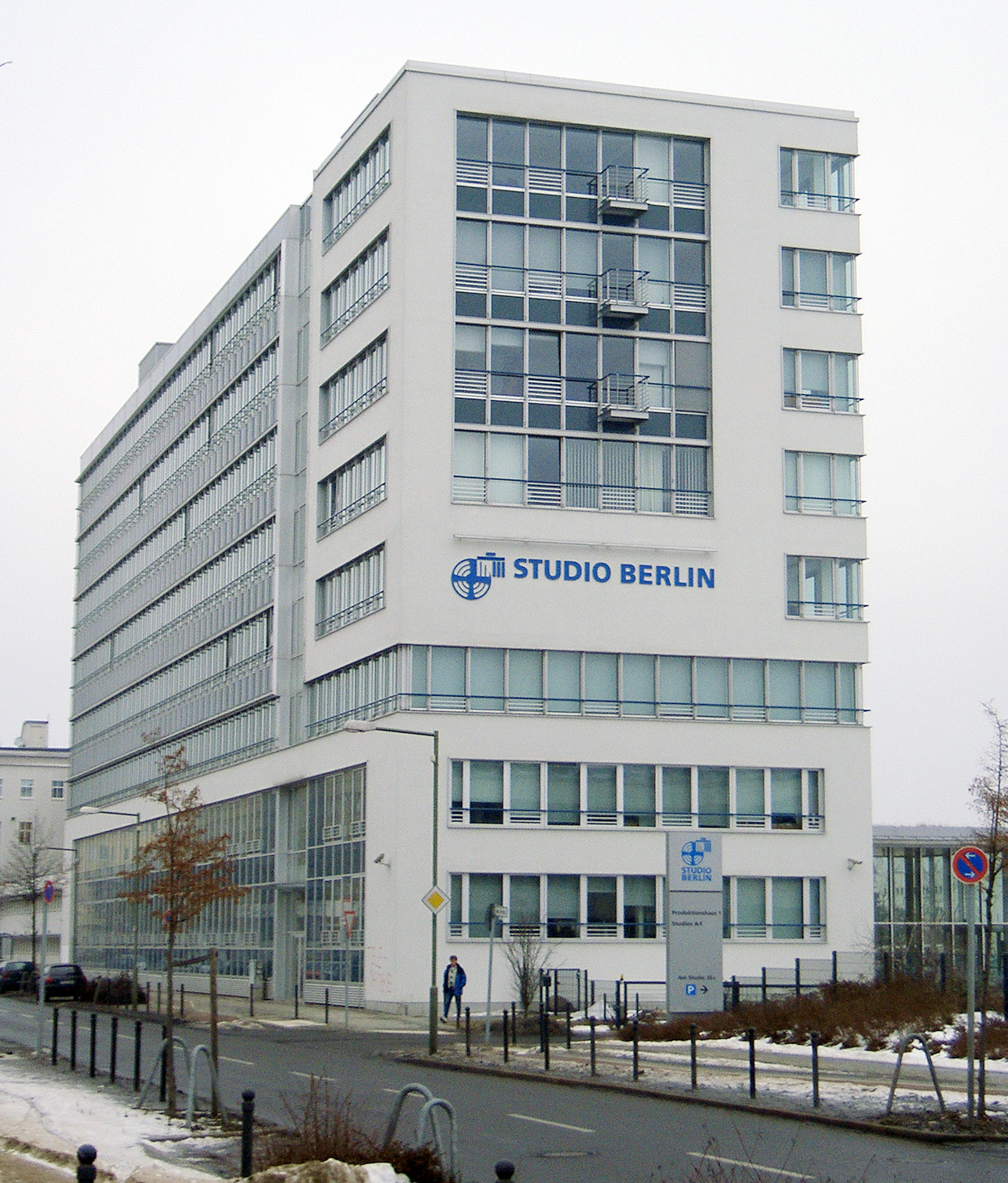
Antigua sede de DFF en Adlershof, reconvertida en Studio Berlin.

Igual que sucedía en Alemania Federal, los medios públicos de la República Democrática Alemana se financiaban con un impuesto directo sobre la propiedad de aparatos receptores. La tasa anual era de 10,50 marcos por una radio y un televisor en cada hogar, y servía para mantener tanto la radio pública (Rundfunk der DDR) como la televisión pública (Deutscher Fernsehfunk).
En los años 1980 la tasa nunca se incrementó, por lo que el gobierno de la RDA cubría el presupuesto con aportaciones directas y con la venta de derechos internacionales. En 1982 se recaudaron más de 115 millones de marcos a través de impuestos directos, pero el gasto total en 1983 fue de 224 millones y en 1989 ascendió hasta los 318 millones.
Los canales de televisión de DFF tenían publicidad, pero como Alemania Oriental era una economía planificada, se anunciaban productos disponibles y las marcas no competían entre sí. Entre 1959 y 1976 hubo un programa especializado, Tausend Tele-Tips (TTT), con una tarifa publicitaria entre 9000 y 12 000 marcos. No obstante, el gobierno de Honecker limitó los anuncios televisados a campañas institucionales y TTT fue cancelado. Entre 1990 y 1991 se recuperó la publicidad comercial, con un contrato otorgado a la agencia francesa IP.

## Emisión
La sede central de Deutscher Fernsehfunk estaba ubicada en Adlershof, Berlín Este, en un edificio que actualmente es la sede de la productora Studio Berlin. La radiodifusora emitía una única señal nacional para toda Alemania Oriental, lo que le diferenciaba de la estructura federal de la ARD. Como la RDA aspiraba convertirla en el único canal público de Alemania, se escogió el sistema de difusión occidental de VHF en vez del estándar del bloque del Este.
Desde el primer día, los canales de televisión de Alemania Occidental emitían con mucha potencia a través de transmisores situados en las fronteras de la RDA, así como en Berlín Oeste. De este modo, la señal occidental abarcaba todo el territorio oriental salvo dos zonas aisladas, conocidas popularmente como «valle de los desorientados»: en el extremo noreste (Greifswald) y en el extremo sureste (Dresde). Por el contrario, DFF solo podía sintonizarse en Berlín Oeste desde los años 1970.
Cuando DFF adoptó en 1969 la televisión en color eligió el estándar SECAM, común en el bloque del Este, en vez del sistema PAL utilizado por Alemania Federal. En principio ambos sistemas eran incompatibles entre sí, y los primeros televisores vendidos en la RDA no podían captar la señal de las televisiones occidentales. Sin embargo, algunas empresas comenzaron a vender módulos PAL que sorteaban la limitación. En 1977 la RDA terminó autorizando la venta de televisores con doble sistema PAL-SECAM. DFF no cambió al estándar PAL hasta el 15 de diciembre de 1990.

## Dirección del ente

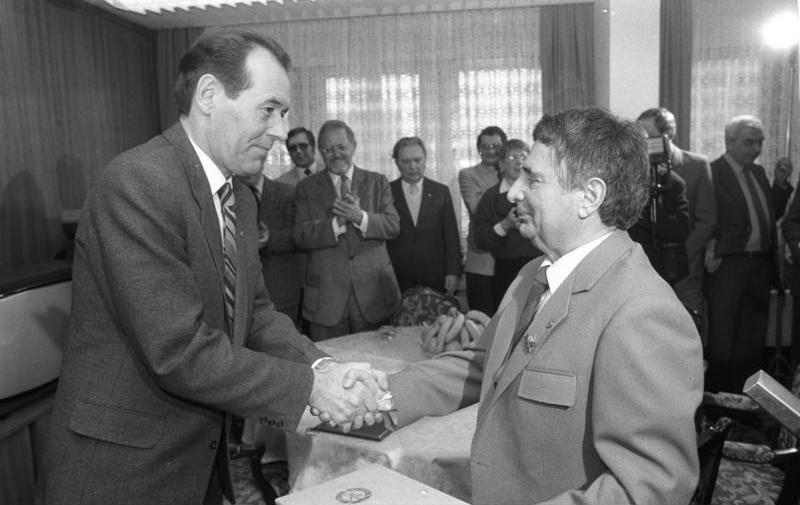
Heinz Adameck (derecha) estrecha la mano de Joachim Herrmann, director del diario Neues Deutschland.

Hasta la desaparición de la República Democrática de Alemania, el control de Deutscher Fernsehfunk corría a cargo del gobierno de la RDA y del Comité Central del Partido Socialista Unificado de Alemania (SED). Al principio, el máximo órgano estatal era el Comité del Estado para la radio. En 1958 se constituyó un comité específico para televisión, que le separaba de la radio Rundfunk der DDR. El director durante 35 años y hasta la caída del régimen comunista fue Heinrich «Heinz» Adameck, miembro de alto rango del SED. En 1990, ya con el Muro de Berlín derribado, la Cámara Popular estableció la independencia editorial.
- Hans Mahle (1950-1952)
- Hermann Zilles (1952-1953)
- Heinrich Adameck (1954-1989)
- Hans Bentzien (1989-1990)
- Michael Albrecht (1990-1991)